# Clotilde Tambroni
Pour les articles homonymes, voir Tambroni.
Clotilde Tambroni (29 juin 1758, Bologne – 2 juin 1817, Bologne) est une linguiste et poétesse italienne.

## Des études particulières
Clotilde Tambroni est issue d’une famille modeste : son père, Paolo Tambroni, est cuisinier et sa mère, Maria Rosa Muzzi, mère au foyer. Elle a deux frères : l’un, Giuseppe, est archéologue, historien de l’art et diplomate ; l’autre, Gaetano, peintre.
Clotilde Tambroni apprend le grec par hasard, grâce au jésuite espagnol Manuel Rodríguez Aponte, qui loue à Bologne une chambre à ses parents. Il donne des leçons dans la maison familiale, leçons que Clotilde écoute de loin. Elle se fait remarquer le jour où elle répond à la place de l’élève que Rodríguez Aponte interroge. Face à ses indéniables capacités d’apprentissages du grec, il se prend d’affection pour elle et poursuit son éducation jusqu’à lui permettre d’être accueillie à l’Académie des Inestricati, en 1790, puis, en 1791, à l’Académie d’Arcadie sous le pseudonyme de Doriclea Sicionia.
Le 23 novembre 1793, Clotilde Tambroni obtient la chaire universitaire de grec de l’Université de Bologne, devenant ainsi le premier enseignant à ne pas avoir suivi d’études universitaires, ni obtenu de diplôme.

## Une carrière troublée par le régime napoléonien
En 1798, la proclamation de la République Cisalpine la contraint à quitter le pays pour l'Espagne, accompagnée de son ancien maître, Aponte. Elle y est nommée membre de l'Académie royale espagnole. Elle obtient une autorisation spéciale du Pape lui permettant de posséder des livres classés à l’Index, sans doute en raison de sa foi et de la renommée qu’elle s’est acquise.
Elle retourne en Italie deux ans plus tard, où Napoléon lui fait rendre sa chaire, qu'elle conserve jusqu’à la suppression de l’enseignement du grec par une réforme privilégiant les études scientifiques, en 1808.

## Implication en faveur de la situation des femmes dans le milieu de la recherche
Clotilde Tambroni prononce en 1806 le discours d’inauguration de l’année universitaire de l’Université de Bologne. Elle y souligne la capacité des femmes chercheuses à concilier les humanités et les sciences, en donnant comme exemples la philosophe et mathématicienne Hypatie d'Alexandrie ainsi qu’Aspasie, et deux de ses contemporaines bolognaises : la naturaliste et physicienne Laura Bassi et l’obstétricienne Maria dalle Donne.